# 乌克兰酸模
乌克兰酸模（学名：Rumex ucranicus）为蓼科酸模属下的一个种。
一年生草本。茎下部叶长圆形或披针状长圆形，长3-7厘米，宽0.8-2厘米。生荒地、河边湿地；产地有中国新疆、波兰、乌克兰、哈萨克斯坦、俄罗斯等地。